# Kountze
Kountze [kuːnts] är administrativ huvudort i Hardin County i Texas. Orten har fått sitt namn efter järnvägsfinansiärerna Herman och Augustus Kountze. Enligt 2010 års folkräkning hade Kountze 2 123 invånare.